# Liopropoma aurora
Liopropoma aurora är en fiskart som först beskrevs av Jordan och Evermann, 1903.  Liopropoma aurora ingår i släktet Liopropoma och familjen havsabborrfiskar. Inga underarter finns listade i Catalogue of Life.